# Herb powiatu puckiego
Herb powiatu puckiego – jeden z symboli powiatu puckiego, ustanowiony 28 kwietnia 2000.

## Wygląd i symbolika
Herb przedstawia na tarczy w polu błękitnym złotą żaglówkę (stylizowaną na kogę), obwiedzioną czarnym konturem i z czarnym masztem. Na złotym żaglu umieszczono czarną postać gryfa kaszubskiego z czarną koroną, skierowanego w prawo. Błękitna tarcza herbowa ma symbolizować morski charakter powiatu, a statek tradycję floty wojennej. Oba elementy odwołują się do historii Pucka jako jednego z największych portów Rzeczypospolitej Obojga Narodów. Kolor kogi oraz umieszczony na niej gryf nawiązują do położenia powiatu na terenie Kaszub. 